# Dorfkirche Wölkau (Leuna)

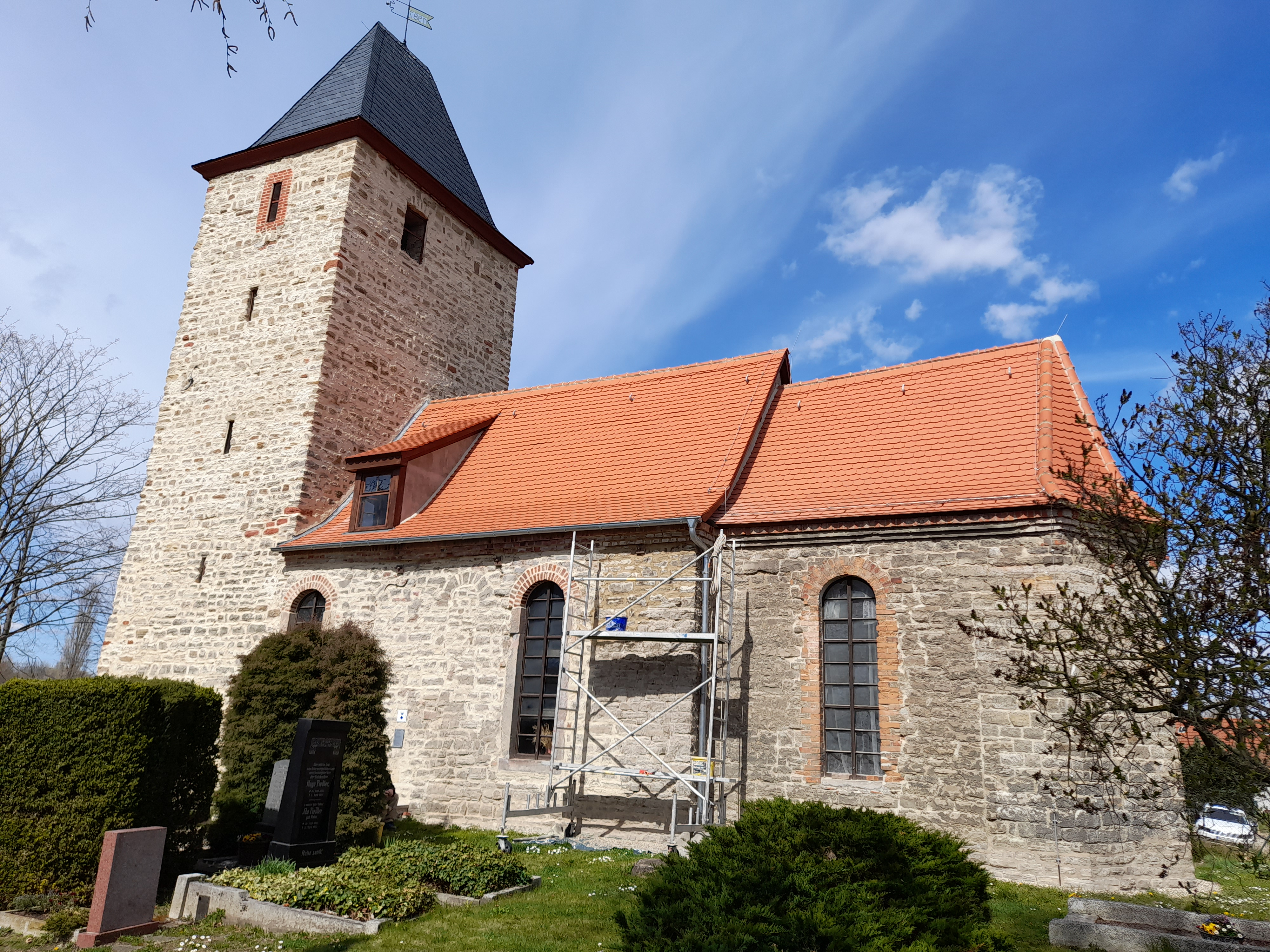
Die Wölkauer Kirche im April 2022 von Süden

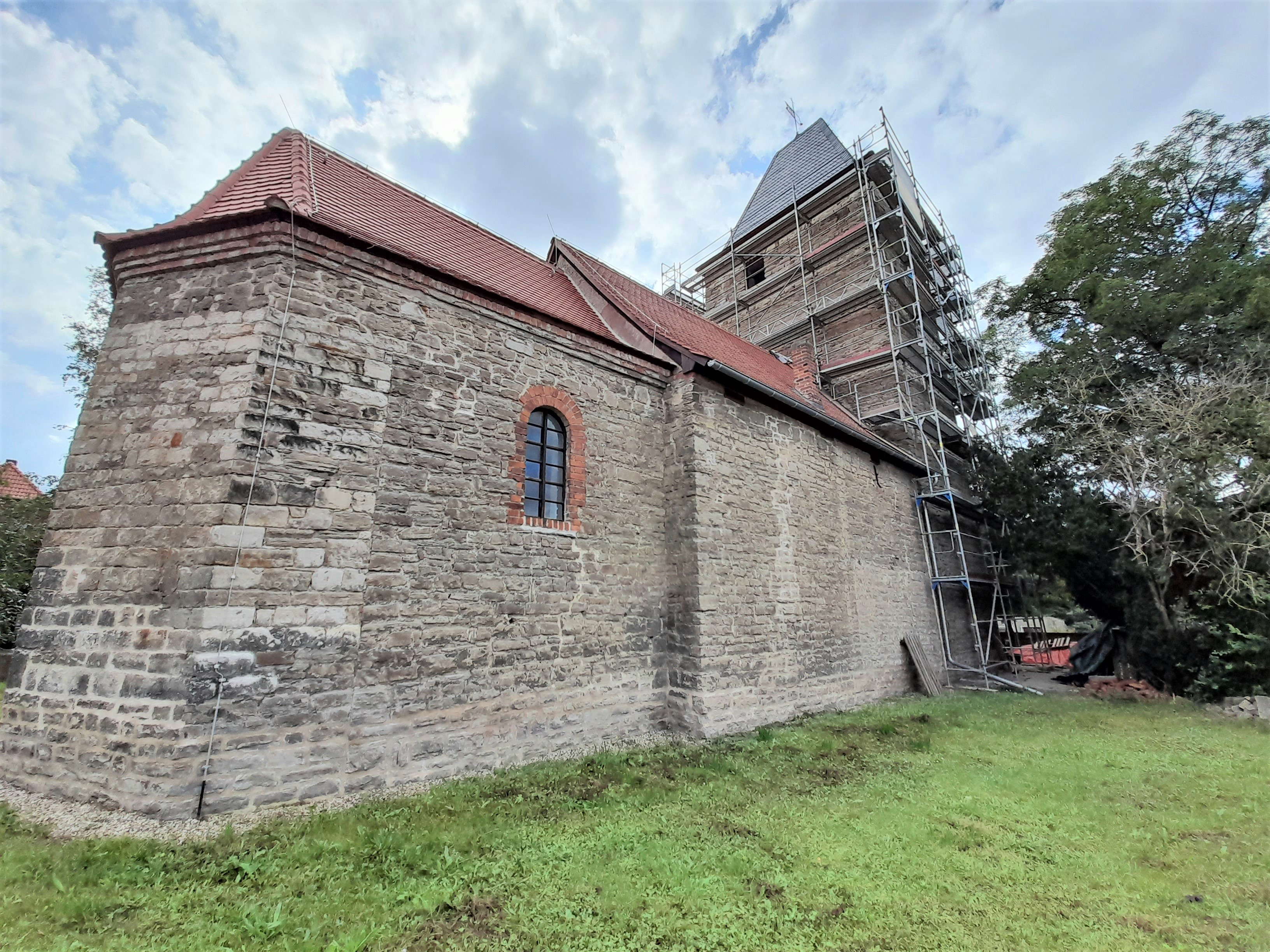
Ansicht von Nordosten mit dem Polygonchor

Die Dorfkirche Wölkau ist die evangelische Kirche des zur Stadt Leuna gehörenden Dorfes Wölkau in Sachsen-Anhalt. Sie gehört zum Pfarrbereich Bad Dürrenberg im Kirchenkreis Merseburg der Evangelischen Kirche in Mitteldeutschland. Im örtlichen Denkmalverzeichnis ist sie unter der Erfassungsnummer 094 20509  als Baudenkmal verzeichnet.

## Geschichte
Der 1091 erstmals erwähnte Ort Wölkau (Wolkowe) gehörte zu dieser Zeit zum Merseburger Benediktinerkloster St. Petri und war später ein Filialkirchdorf von Keuschberg, heute Ortsteil von Bad Dürrenberg. Vermutlich wurde die Kirche im 13. Jahrhundert errichtet und ist damit eine der ältesten Kirche im Umkreis von Merseburg.
Der heutige Kirchenbau ist um 1550 aus dem romanischen Vorgängerbau entstanden; der gleichbreite Westquerturm bereits 1530. Im Turm befindet sich eine Glocke aus dem Jahr 1783, die aus zwei Vorgängerglocken von der Glockengießerei Ulrich aus Laucha gegossen wurde. Weitere Glocken der Wölkauer Kirche wurden um 1916 und 1941 für Kriegszwecke eingeschmolzen. Der Innenraum der Kirche erfuhr in den Jahren 1679, 1754 und 1851 umfangreiche Erneuerungen.
Instandsetzungen, insbesondere des Daches und des Tonnengewölbes, aufgrund von im Zweiten Weltkrieg erlittenen Bombenschäden erfolgten in den Jahren 1950–1952. 1987/1988 wurde der Turm und das Schiff neu eingedeckt; 1993 erfolgte die Eindeckung des Turms mit Schiefer.
Seit Ende 1996 wurde die Kirche nicht mehr genutzt und verfiel zusehends. 2013 hinterließ die Hochwasserflut beträchtliche Schäden. Auf Initiative der Kirchengemeinde Bad Dürrenberg erfolgte 2018/2019 die bauliche Stabilisierung der Kirche mit Hochwassermitteln des Landes. Weitere Sanierungen im Außen- und Innenbereich folgten und werden weiterhin mit Unterstützung der Kirchengemeinde, des Heimat- und Kulturvereins Kreypau e.V. sowie durch Spenden und Arbeitseinsätze der Dorfbewohner fortgesetzt.
Zum Tag des offenen Denkmals am 13. September 2020 konnte der sanierte Innenraum wieder eingeweiht und der Öffentlichkeit übergeben werden. Es ist geplant, die Kirche auch für kulturelle Veranstaltungen, wie Ausstellungen und Lesungen, zu öffnen.

## Architektur und Ausstattung

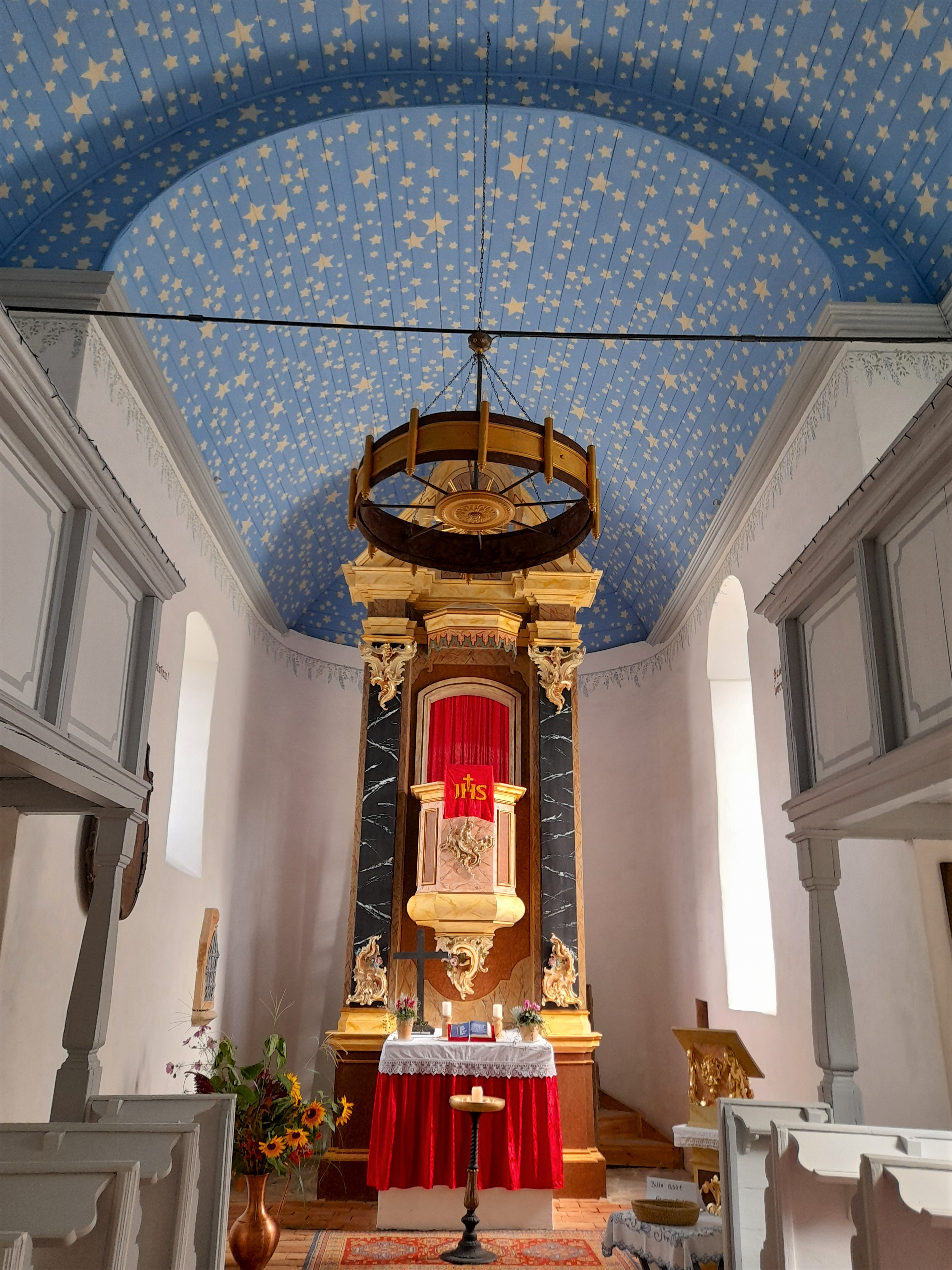
Blick zum Kanzelaltar mit dem Sternenzelt am Tonnengewölbe

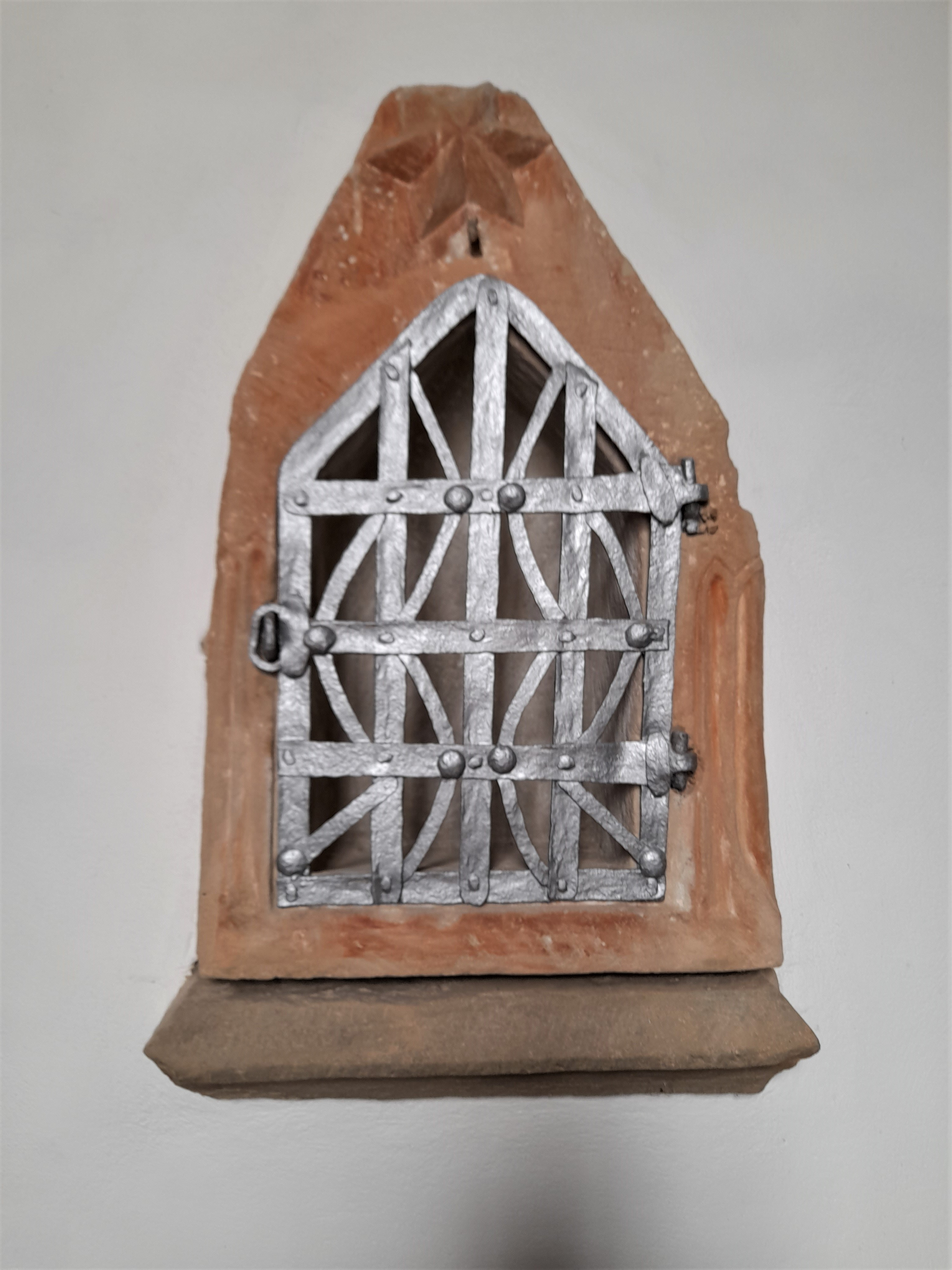
Sakramentsnische von 1550

Der im Kern spätromanische Sakralbau stellt sich als einschiffige rechteckige Saalkirche dar, die später um einen gotischen, dreiseitigen Polygonchor erweitert wurde. Im Barock ist sie insgesamt überformt worden.
Im Innern ist die Kirche mit einem hölzernen Tonnengewölbe und einer Hufeisenempore ausgestattet. Auf der im Westen zweigeschossigen Empore befand sich die 1844 vom Orgelbaumeister Böhme aus Zeitz erbaute Orgel. Von dem ehemals reich verzierten Prospekt sind nur noch Reste erhalten; eine Sanierung ist noch nicht absehbar.
Der Kanzelaltar, vermutlich aus dem Jahr 1754 von Johann Heinrich Agner d. J. aus Merseburg, besitzt einen bis zur Decke reichenden Aufbau mit geschnitztem Rocailledekor; im Sprenggiebel ist das Auge Gottes dargestellt. Seitenteile und Kanzeltür sind jedoch verloren. Bemerkenswert ist eine seltene Sakramentsnische in Renaissanceformen mit originalem Verschluss aus der Zeit um 1550. Die qualitätvolle vierseitige geschnitzte Taufe mit Lesepultaufsatz wurde um 1720–1730 in einer Merseburger Werkstatt gefertigt und 1997 restauriert. Ebenfalls restauriert wurde die achteckige, mit Engelsköpfen verzierte Taufschale aus Zinn. Der blaue Sternenhimmel am Deckengewölbe mit ca. 6500 Sternen wurde nach Recherchen und gefundenen alten Restbemalungen im Jahre 2019 von einem hiesigen Malermeister wiederhergestellt.
Im Innern befindet sich an der Nordwand eine holzgeschnitzte Gedenktafel für sieben im Ersten Weltkrieg gefallene Wölkauer Einwohner; im die Kirche umgebenden Kirchhof ein Gedenkstein für acht im Zweiten Weltkrieg gefallene Wölkauer.